# Микроистория
Микроистория — направление в исторической науке, занимающееся рассмотрением малых территорий и популяций (городок, деревня, отдельная семья) прошлого с целью изучения повседневной жизни и ментальности «маленького человека», традиционно ускользавшего от внимания историков. Микроисторический анализ предполагает изучение частных явлений, происходивших в жизни отдельных людей прошлого, с целью выявления господствующих представлений и тенденций в обществе в целом. Огромное влияние на методы микроистории оказала антропология, особенно метод насыщенного описания.

## История
Микроистория возникла в 1970-е годы в Италии благодаря усилиям Джованни Леви и Карло Гинзбурга как реакция на увлечение западноевропейскими исследователями социальной историей в духе школы «Анналов». Одной из причин развития интереса к микроистории в Италии связано с отсутствием развитой системы архивов и ориентированность на отдельные сюжеты (в отличие от Франции, где архивы позволяли заниматься квантитативной историей).
Становление микроистории (как и истории повседневности) как отдельной сферы научных исследований связывается с современной ситуацией постмодерна в гуманитарных науках. При этом микроистория как независимый метод в истории подвергается критике.
Отдельные авторы называют работу Э. Ле Руа Ладюри «Монтайю, Окситанская деревня» в качестве первой крупной работы, в которой на практике использованы методы микроисторического исследования.
В России представители микроистории группировались вокруг семинара Ю. Л. Бессмертного «История частной жизни», переросшего в Центр «История частной жизни и повседневности» в ИВИ РАН. Продвижением микроистории как «оптики» исследований в России занимался издававшийся до 2020 года альманах «Казус». В «Казусе» публиковалось множество статей (как оригинальных, так и переводных) по теме, в том числе по теории и практике микроисторического исследования.

## Известные представители
- Карло Гинзбург
- Натали Земон Дэвис
- Эммануэль Ле Руа Ладюри
- Джованни Леви
- Ханс Медик